# Ladingzekering
Ladingzekering is de technische kennis en ook de reglementering die van toepassing zijn bij het vastzetten van lading in het goederenvervoer. Tijdens het vervoer kan de lading gaan schuiven, rollen, omvallen, kantelen en daarbij gebeuren nog dagelijks ongevallen. 
Een belangrijk instrument hierbij vormen de Richtsnoeren voor Europese beste praktijken over het zekeren van lading voor vervoer over de weg, opgesteld in opdracht van de Europese Commissie. Dit is geen verordening of richtlijn maar niettemin hebben verschillende landen delen daarvan opgenomen in hun verkeersregels, bijvoorbeeld art. 5.18.6 in de Nederlandse Regeling voertuigen of artikel 45bis in de Vlaamse Wegcode. Deze richtsnoeren zijn gebaseerd op de natuurkundige wetten van wrijving, zwaartekracht, dynamiek en sterkte van materialen. 
De Europese normen EN 12640, EN 12641, EN 12642 en EN 283 bevatten vereisten voor de voertuigopbouw en sjorpunten voor laadeenheden, voertuigen en wissellaadbakken. Het kopschot, de zijwanden en de achterwand moeten bestand zijn tegen krachten, die uitgedrukt worden in een verhouding tot de massa of het gewicht van de lading. Voertuigen moeten ook voorzien zijn van voldoende verankeringspunten die een bepaalde minimale kracht kunnen weerstaan. Voor het vastzetten van containers is er sprake van stackers en twistlocks. 
Als zekeringsmiddelen worden beschreven: spanmiddelen zoals spanbanden en spankettingen, wrijvingverhogende middelen zoals rubberen antislipmatten, stuwbalken, opvulmaterialen, hoekbeschermers, netten en afdekzeilen. 
De lading kan worden gecontroleerd in toepassing van de richtlijn 2014/47/EU betreffende de technische controle langs de weg van bedrijfsvoertuigen. Aangezien dit een richtlijn is, moet deze in de lidstaten nog omgezet worden in wetgeving, zo bijvoorbeeld het besluit van 2 maart 2018 van de Vlaamse Regering. 